# 2014年胡德堡枪击案
2014年胡德堡枪击案是指2014年4月2日发生在美国德克萨斯州基林附近的胡德堡军事基地数个地点的纵欲枪击案。其中包括枪手在内的四个人被打死，另有14人受伤，其中12人被枪伤。枪手是34岁的陆军专业人员伊万·洛佩兹，死于自己造成的枪伤。

## 过程
枪击案发生前，洛佩兹前往第49交通营行政办公室请十天假处理“家事”（由其他地区搬家）。然而，他被告知等会儿回来才能批假，于是与其他几名士兵发生争执。因洛佩兹已完成搬入在基林的一处公寓，请求最终被拒绝。
洛佩兹之后跑到外面抽烟。下午4时许，他带着一把点45口径史密斯威森军警型半自动手枪回来，在同一座大楼内开火，伤及两名士兵，其中一名是与洛佩兹产生口角的士兵乔纳森·威斯布鲁克军士（Sgt. Jonathan Westbrook），另一名是在办公室掩护其他士兵时被击中腹部的帕特里克·米勒少校（Maj. Patrick Miller）。洛佩兹杀害了一級軍士長丹尼尔·弗格森（Sgt. First Class Daniel Ferguson），这名士兵曾参与口角，中枪时他正为不能上锁的会议室大门设置路障 。
随后，洛佩兹钻进他的车，缓缓驶向分配给他的车辆调配场，沿着第73号大街向两名士兵开枪，打伤其中一人。到达大楼后，洛佩兹朝办公室内的女士兵开枪，但被她避开，擦过另一名士兵的头部。之后他杀死了上前跟他交涉的蒂莫西·欧文斯军士（Sgt. Timothy Owens），还伤到另外一名士兵。接着，他转向大楼的停车区，他的枪在伤了两名士兵后卡壳。洛佩兹后来驾车前往第1旅医疗总部。
在路上他环绕着一辆由两名士兵驾驶的车子开枪，打伤乘客。抵达第73号大街和车辆调配场交叉口时，洛佩兹向另外两名士兵开枪，但两人躲开了。抵达医疗大楼后，洛佩兹开枪击中第一旅小约翰·阿罗约中尉（Lt. John Arroyo, Jr.）的喉部，当时他正在赶路。之后他走进大楼，开枪打死正门接待处的卡洛斯·拉扎内伊-罗德里格斯上士（Staff Sgt. Carlos Lazaney-Rodriguez），他还打伤了大楼内的另外两名士兵。随后，洛佩兹走出主通道，打傷另一名士兵，在门口离开。
案发约8分钟后，洛佩兹驾车前往另一幢大楼39002楼的停车场，在那儿他碰上一名身份不明的女宪兵军官，两人有过口头交流。当洛佩兹挥舞武器时，军官朝他开枪但被他避开。洛佩兹用自己的手枪在头部右侧开枪，自杀作结。共有34人在枪击事件中被射击，其中行政办公室11人，车辆调配场9人，医疗大楼5人，车子里9人。后来据透露，洛佩兹在枪击案期间穿着制服，没有授权携带隐藏枪支。
不包括枪手在内的三人在枪击案中遇害。他们的身份为：
| 名称                       | 年龄 | 出生地                 | 军衔/职业  | 注释               |
| -------------------------- | ---- | ---------------------- | ---------- | ------------------ |
| 丹尼尔·M·弗格森            | 39   | 美国佛罗里达州马尔伯里 | 一级军士长 | 在门口设障时被杀   |
| 蒂莫西·W·欧文              | 37   | 美国伊利诺伊州埃芬加姆 | 中士       | 与洛佩兹交涉时被杀 |
| 卡洛斯·拉扎内伊-罗德里格斯 | 38   | 波多黎各阿瓜迪亚       | 上士       |                    |

## 嫌犯
伊万·A·洛佩兹-洛佩兹（Ivan A. Lopez-Lopez，1979年10月23日－2014年4月2日），波多黎各庞塞人，伊拉克战争老兵。1999年1月4日，他参加波多黎各国民警卫队，但未能通过必需的英语语言课程，随后于同年11月30日从部队退役。洛佩兹于2003年4月30日被重新录用，担任步兵服役至2010年。他还于2008年加入美国陆军。他已经结婚，育有四个孩子，其中两个是跟前妻生的。
案发时的洛佩兹是专员，被分配到胡德堡的后勤和支援部队持续保障司令部第13营。此前他曾被分配到布利斯堡，但被转移到另一个基地四个月，之后才在案发前两个月被转到胡德堡。据报，洛佩兹此前于2006年在波多黎各国民警卫队时曾来过胡德堡，2007年2月15日至2008年2月10日按照命令部署到埃及。
2011年8月6日至12月18日，洛佩兹前往伊拉克作为安保小分组组员参加新曙光行动（Operation New Dawn）。12月12日左右，他的车队被卷入路边轰炸。尽管洛佩兹宣称他在伊拉克有过正面作战的经历，表示他的车队遭到轰炸，但侦察员确定他并不在炸弹爆炸半径范围内。
2013年11月29日，他开始在密苏里州莱昂纳德·伍德堡（Fort Leonard Wood）接受为期三个月的培训。期间，洛佩兹曾在两个不同的场合尝试购买武器，洛佩兹在第二次尝试时被同班人说服重新考虑买枪一事。
洛佩兹据称因财务问题及祖父和母亲在案发前五个月的两个月内相继离世而烦恼。他还定期接受抑郁症、焦虑症、创伤后应激障碍的精神病治疗。他还尝试停薪留职去波多黎各为母亲奔丧。假期申请经过5天才获准，而他只被允许离开24小时，这也让他感到苦恼。假期最终被延长至两天。最近期，洛佩兹曾要求转走，声称他被部队的其他士兵“嘲弄、欺负”。
在案发当天的新闻发布会上，胡德堡指挥官马克·米雷（Mark A. Milley）表示洛佩兹死于自己造成的枪伤。2014年3月1日即案发前一个月，洛佩兹从一应俱全枪店（Guns Galore）购买作案枪支，跟2009年胡德堡枪击案中的嫌犯尼达尔·马利克·哈桑（Nidal Malik Hasan）最初自行买枪的是同一家店。洛佩兹没有被部队登记。2月23日，他曾购买了与作案时使用的同型号枪支并未被部队登记，然而3月1日他报告枪支被偷，并在当天买了一支新的。同月，他会见一名心理学家，遵照医嘱服务用于睡眠问题的安眠药唑吡坦。
在他的Facebook帐号中，洛佩兹在帖子中声称他被两名男子抢劫及批评2012年桑迪·胡克小学枪击案的嫌犯亚当·兰扎（。洛佩兹还声称他在伊拉克有过正面作战的经历，但军方官员证实洛佩兹没有经历过正面打击。洛佩兹创建Facebook声称他曾到过中非共和国当狙击手。
3月24日，洛佩兹所在营启动寻求为期十天的宽松临时任务，要求他加入胡德堡军事基地，以便帮助家人搬迁到基林的公寓房，因其当时住房被人盗窃。洛佩兹被代理中士获准四日假期，他被告知回来后会接到宽松临时任务。洛佩兹于3月27日到3月30日使用通行证。3月31日，他回到胡德堡，然而他收到宽松临时任务的表格充满错误，洛佩兹不得不修正后重新提交。尽管修改后的表格得到签名确认，但它没有控制编号，据报这引发了第49大队的运输办公室的冲突，造成了枪击案。

## 后续
警长唐尼·亚当斯（Lt. Donnie Adams）表示，案发期间，贝尔县警长办公室收到的“活跃枪手”报告后派遣德克萨斯州公共安全部的副警长和士兵前往位于附近的基地。联邦调查局发言人米歇尔·李（Michelle Lee）表示FBI探员亦赶赴现场。基地证实了2014年4月2日在网上发表的枪击案简要声明。在Twitter和Facebook页面中，胡德堡官员下令基地每个人在案发期间“就地寻找掩护”。
伤者被送往卡尔·R·达内尔陆军医疗中心（Carl R. Darnall Army Medical Center）进行初步治疗和安定。一旦稳定下来，再把他们转移到斯科特与怀特纪念医院（Scott & White Memorial Hospital）以接受进一步治疗。截至4月10日，16名伤者中的12名出院回到部队，其他4人仍在留院观察，状况稳定。
美国总统巴拉克·奥巴马在芝加哥的一个筹款活动表示对案件“感到伤心”，并保证会调查事件。该基地此前曾于2009年是大规模枪击案的案发现场，当年有13人死亡，30余人受伤。枪击事件发生后一个星期，奥巴马和第一夫人米歇尔·奥巴马前往胡德堡参加受害者纪念仪式。
4月16日，关于是否允许士兵在德克萨斯州及其他州的军事基地隐藏枪支的讨论再次提出。
2015年1月23日，陆军从枪击案的调查中得出结论，表示洛佩兹的人事档案和医疗档案没有暴力行为的可能迹象。调查报告援引洛佩兹的指挥官表示不很了解洛佩兹的个人困难，并表示假如他透露这些困难会予以帮助。报告还强调了信息共享的缺乏，因为洛佩兹的主管认为由于联邦医疗隐私法的限制，他们无法获得他的个人信息。此前，在2009年胡德堡枪击案过后，病史信息共享是78项查明暴力行为风险的建议中一条。然而，这一建议并没有因“军方与民用行为健康服务提供商信息交换的约束”而被实施。2015年的报告建议改进指挥官和新分配士兵的接触层面，而士兵应该注册向指挥官登记私藏枪支。